# Jüdischer Friedhof (Telč)

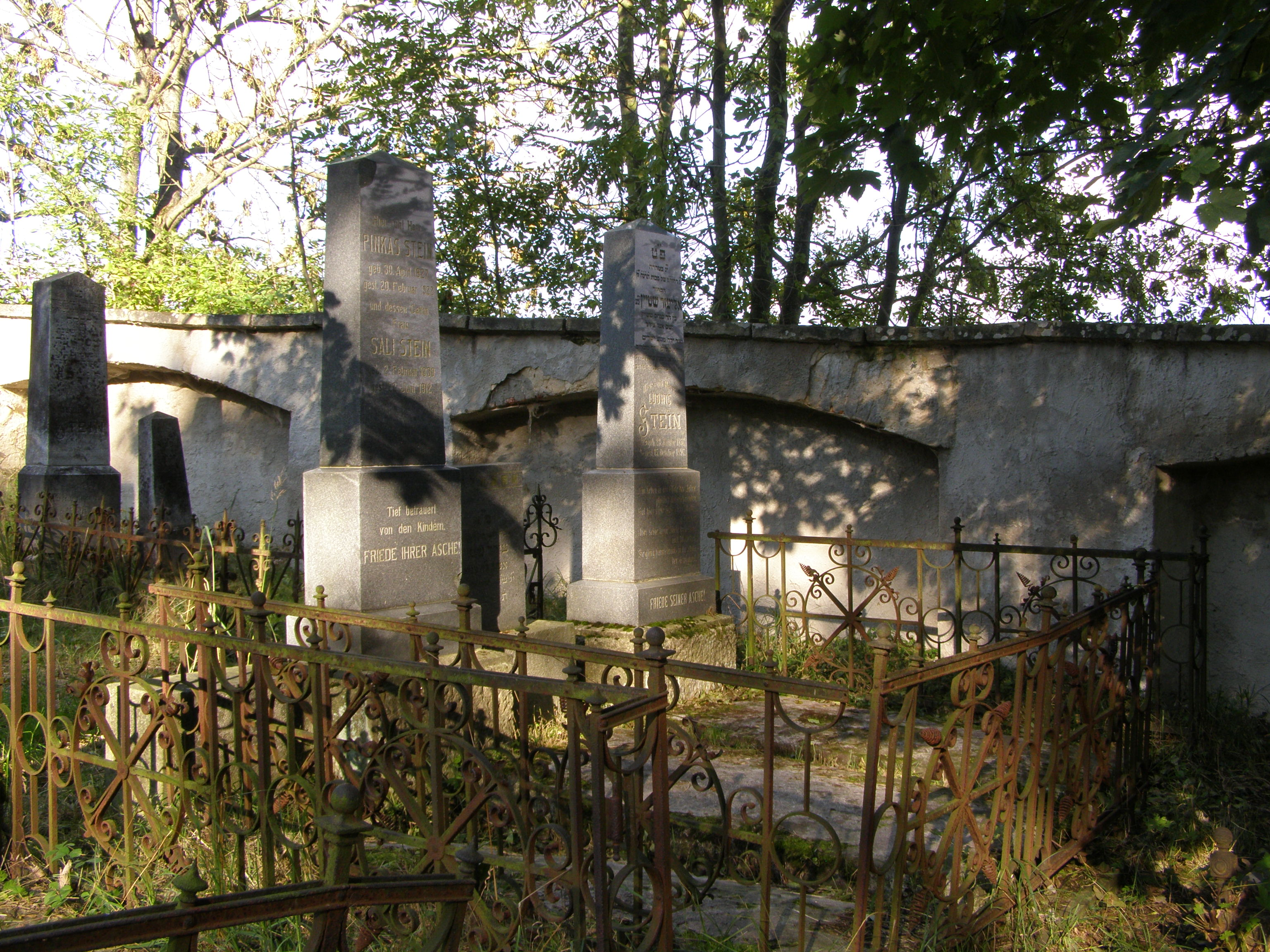
Jüdischer Friedhof in Telč

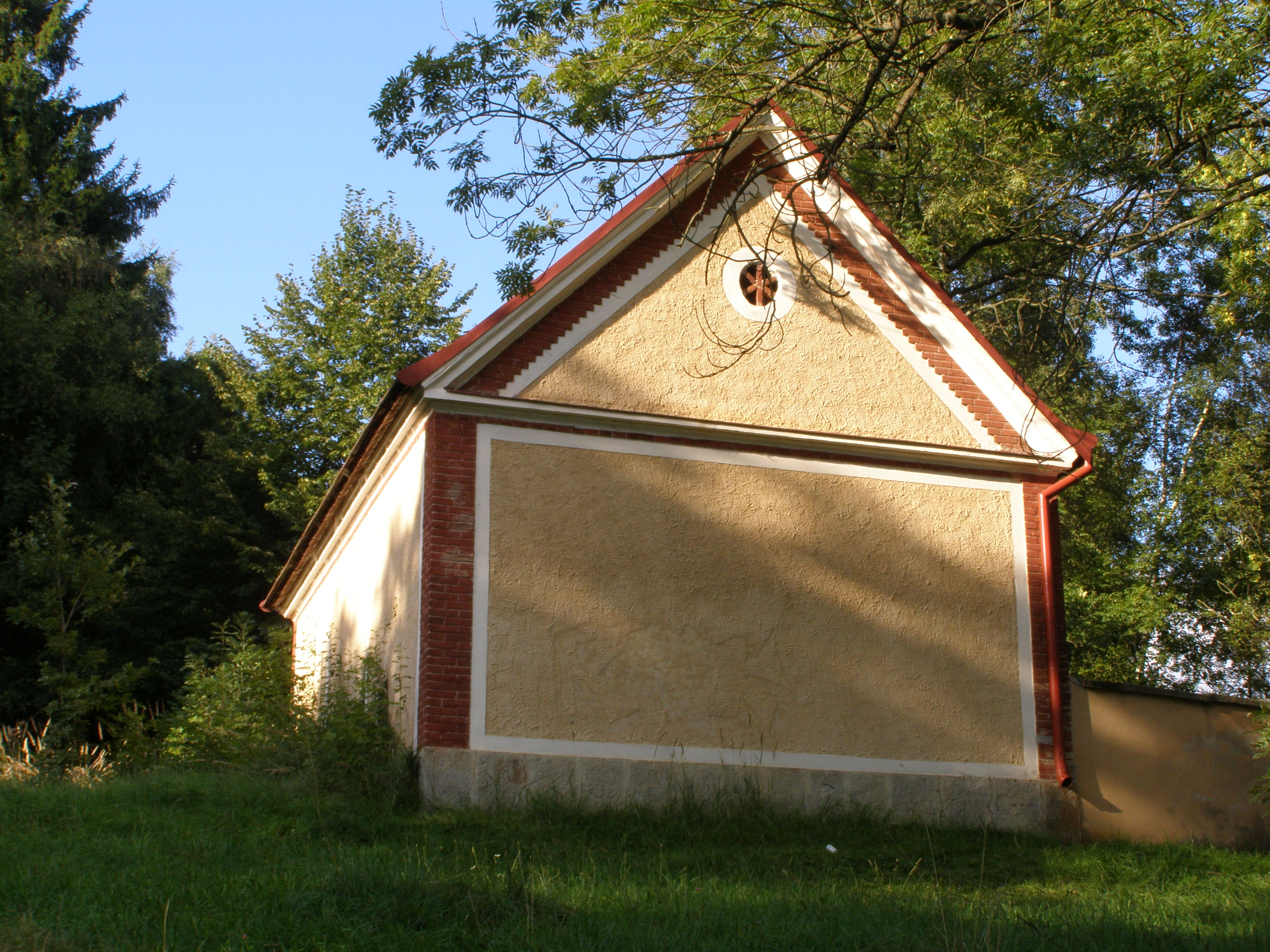
Taharahaus

Der Jüdische Friedhof in Telč (deutsch Teltsch), einer tschechischen Stadt im Okres Jihlava in der Kraj Vysočina, wurde 1879 angelegt. Zuvor wurden die Toten auf dem jüdischen Friedhof im Wald bei Zadní Vydří, etwa fünf Kilometer südlich von Telč, bestattet.
Auf dem 2733 Quadratmeter großen jüdischen Friedhof in Telč befinden sich heute noch circa 200 Grabsteine.
Das Taharahaus ist erhalten.